# 良民证
良民证是中国抗日战争期间，日军和各日伪政权向居民发放的身份证明文件的统称:108和俗称。
1937年7月七七事变后，日军占领区逐步扩大，日军及日伪政权为打击抗日活动，甄别平民与抗日分子，发放此类身份证明文件。依据传统的保甲制度和户籍进行管理:109。实际办理过程中，居民办证费用可能超过官方规定，勒索现象普遍。制发良民证是日伪政权盘剥民众、获取收入的重要来源:113—114。
证件名称除良民证外，有县民证、乡民证、市民证、居住证、安居证、户籍证、身份证明书、身份证、通行证、旅行证明书、返乡证、特别通行证、渔民证、鉴札、物资出入证等。日后，多数地区将县民证、乡民证改称为良民证。亦或以良民证更名为身份证、居住证。良民证材质一般分布质和纸质。白色布质良民证因易于保存且显眼，在日军占领区较为常见。日伪政权发放的良民证多是格式化纸制动证件。以中文、日文，或少数民族地区的当地文字书写。制证日期既标注中華民國紀年，也标注日本昭和年号:108—109。